# Onafhankelijkheidsmonument (Nieuw-Amsterdam)
Het Onafhankelijkheidsmonument staat in het Openluchtmuseum Fort Nieuw-Amsterdam in Suriname. Het monument staat tegenover het districtscommissariaat met in de directe omgeving de monumenten van Baba en Mai en Tip Tip.
Het monument bestaat uit twee delen, met daaromheen een omheining van paaltjes met een ketting. Het ene deel is een pilaar van drie delen. Het tweede bestaat uit een suikerrietpan met daarin een anker. Hierop bevindt zich een plaquette met de tekst:

Free Sranan
Verankerd in een suikerpot: de kapa
ben ik niet teruggegaan: Afrika, China, India, Indonesia, Blanda... 
Berustend in het lot van het leven, gekozen voor dit mooi land:
Switie Sranan, een vrije en welvarende toekomst strevend,
vrij van alle katibo, mi lobi wang.
D.C.   H.C.S.S.

Het monument is een geschenk van Nederland ter gelegenheid van de Surinaamse onafhankelijkheid op 25 november 1975. Voor dezelfde gelegenheid schonk Nederland ook het Onafhankelijkheidsmonument dat in Groningen in Saramacca werd geplaatst. Het monument werd relatief kleurloos opgeleverd op een ondergrond van geel zand. Later werd het overgeschilderd in de kleuren van Suriname: geel, rood en groen en werd het terrein bestraat met rode stenen.

## Galerij
| Foto uit 1998 |  | Foto uit 2011 |
| Foto uit 1998 |  | Foto uit 2011 |